# Plaza (biograf, Stockholm)

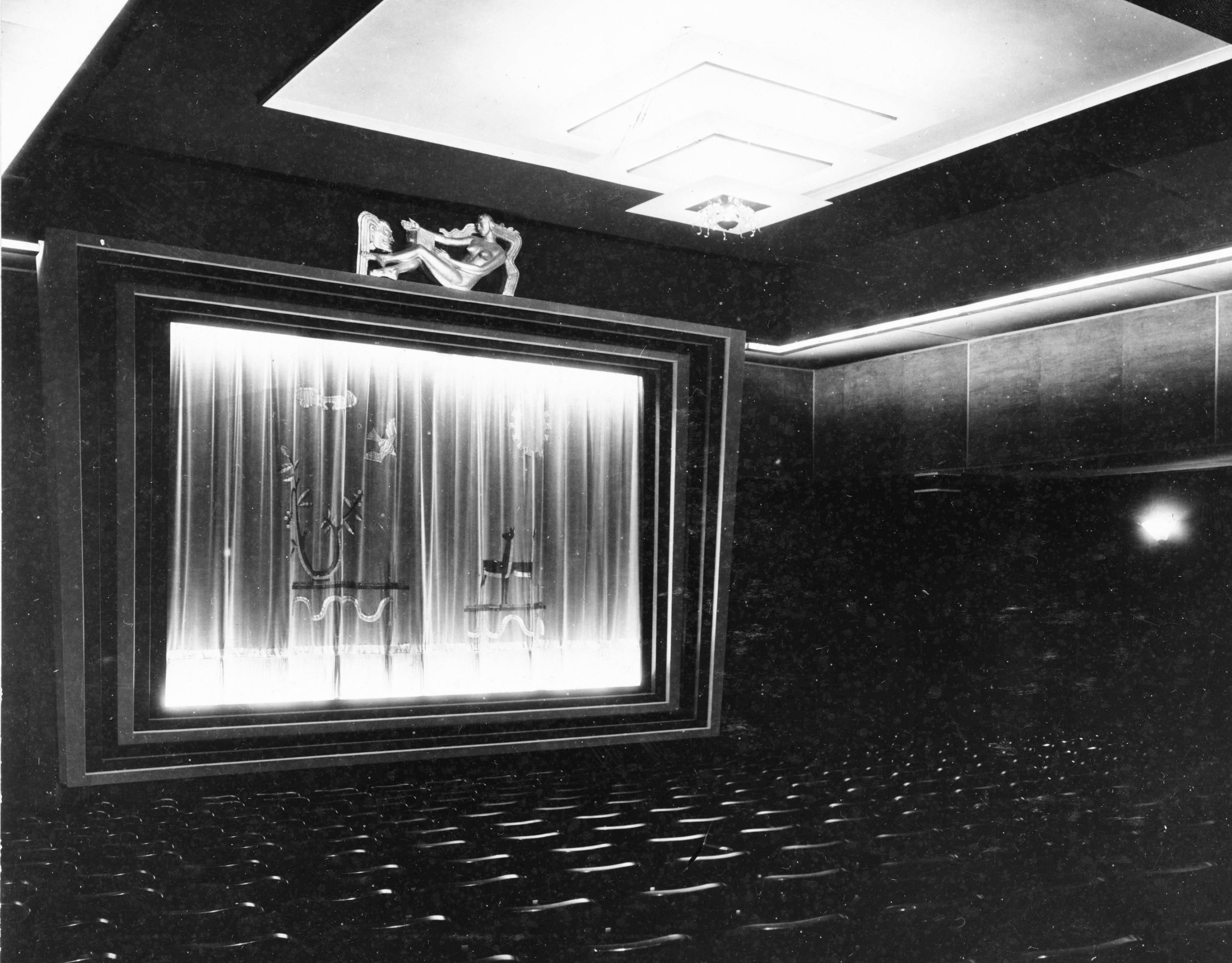
Biograf Plaza, interiör, 1939.

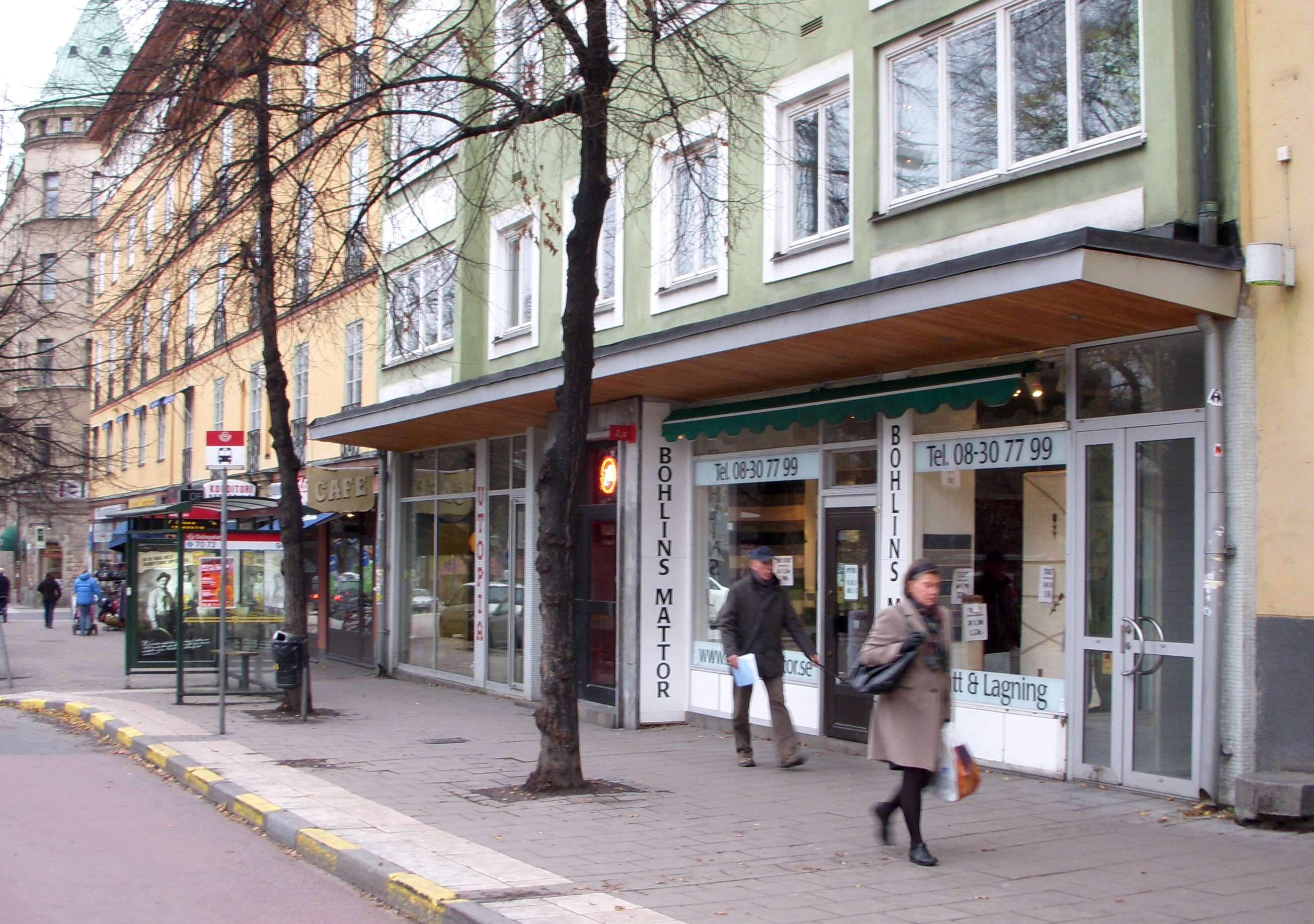
Före detta biograf "Plazas" entré, 2009

Plaza var en biograf och senare teater som låg i kvarteret Resedan vid Odengatan 78 i Vasastan i Stockholm. Biografen öppnade 1931 och lades ner 1973.

## Beskrivning
Biografen Plaza byggdes i den nya funktionalistiska arkitekturstilen som fick sitt genomslag i Sverige i början av 1930-talet. Stockholms första "funkis-bio" var Flamman (nedlagd  1963) vid Hornstull, ritad av Uno Åhrén. Den andra i den nya stilen blev Plaza, ritad av Björn Hedvall, och den tredje var Paraden (nedlagd 1984) vid Valhallavägen, även den gestaltad av Hedvall.
Plaza uppfördes på initiativ av Anders Sandrew och invigdes den 1 januari 1931. Biografen var den första specifikt byggd för visning av ljudfilm. Den tillhörde inte de största i Stockholm utan räknades till de medelstora. Salongens väggar var klädda i brun sammetsplysch och taket gick i svart och vitt. Ridån var rosa, liksom fåtöljernas klädsel. Plaza hade plats för 599 personer i salongen; någon läktare fanns inte. 
År 1962 byggdes Plazas salong om och fick ett brantare golv och modernare belysning; då användes biografen huvudsakligen som stadsdelsbiograf för Vasastan och fick visa filmer som tidigare hade gått på premiärbiograferna. I maj 1973 lades Plaza ner; därefter kom lokalen att inrymma en bosättningsaffär. År 1984 byggdes Plaza om till teater med namnet "Teater Plaza", där  Mimensemblen och Pantomimteatern hade föreställningar fram till 1993. Idag (2009) påminner bara baldakinen om att det funnits en biograf här, lokalen nyttjas av diverse butiker.